# Rue des Tanneurs (Lille)
Pour les articles homonymes, voir Rue des Tanneurs.
La rue des Tanneurs est  une rue du centre de Lille près de laquelle était établi le couvent des Pauvres-Claires fermé en 1792.

## Situation et accès
Cette voie du quartier Saint-Maurice débute rue du Molinel et se termine rue Neuve.

## Origine du nom
Son nom attesté depuis le XVe siècle est dû à la présence de tanneurs au confluent de la Riviérette et du Becquerel dans l’ilot formé avec la rue du Molinel, l’actuelle rue Pierre-Mauroy qui était au Moyen Âge la rue de la Cordewannerie (cordonnerie), la rue du Sec Arembault et la rue Détournée.

## Historique

### Le site originel
La rue est une des plus anciennes de Lille, faisant partie de l'agglomération de Fins autour de l’église Saint-Maurice, l’un des deux noyaux originels de la ville englobés au début du XIIIe siècle dans l'enceinte entourant les quatre paroisses fondatrices, Saint-Pierre, Saint-Étienne, Saint-Maurice et Saint-Sauveur.
La rue est proche d’un ancien chenal de la Deûle, zone marécageuse asséchée à la fin du XIIe siècle ou au XIIIe siècle par la canalisation de la Riviérette et du Becquerel et par le creusement de canaux, les plus proches étant le canal de la rue de Paris qui  s’écoulait entre la rue du Sec Arembault et la rue Saint-Nicolas et le canal des Boucheries entre la rue Saint-Nicolas et la Grand’ Place (place du Général de Gaulle).

### Les tanneries
Après cet assainissement, les terrains  de l’ilot au nord-est de la rue sont divisés en parcelles régulières où s’installent des tanneries au bord des petits cours d'eau canalisés, la Riviérette, le Becquerel et le Dorelot, dérivation de la Riviérette.
Des teintureries étaient également implantées.
Le quartier se densifie au XIVe siècle et XVe siècle.
La tannerie disparait au cours du XIXe siècle. Il restait 4 tanneurs-corroyeurs rue des Tanneurs en 1840, un seul en 1877.
Le canal de la Riviérette et celui du Becquerel, très pollués et insalubres, sont couverts, partiellement par tronçons à partir du XVIIe siècle, les dernières parties à ciel ouvert en 1902. Les dernières traces de ces canaux sont comblées lors des travaux immobiliers des années 1990 et 2000.

### Le couvent des Sœurs-Grises

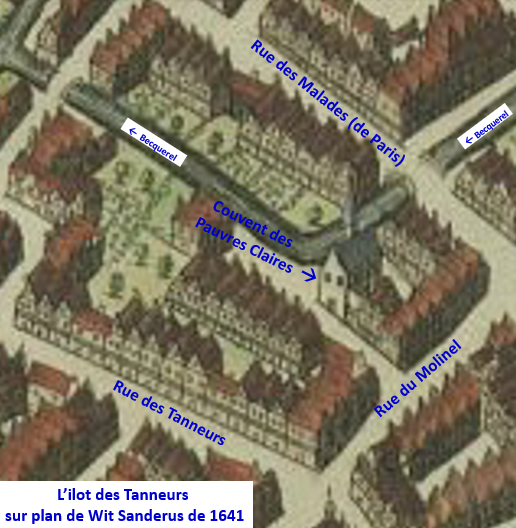
Ilot des Tanneurs sur plan de Wit Sanderus de 1641

En 1453, le couvent franciscain des Sœurs grises s’établit au cœur de l’ilot, sur des biens immobiliers cédés par Isabelle de Portugal, au bord du Dorelot, petit canal dérivation de la Riviérette, terrain et maison, auparavant étuves (établissement de bains) «où se commettaient péchés et maux beaucoup». Une église est construite, accessible par deux ruelles concédées par le Magistrat donnant, l’une sur la rue des Malades, l’autre sur la rue du Molinel.
Le couvent établi à l'intérieur de l'ilot, sur sa partie Est proche de la rue du Molinel, jouxte les tanneries installées à l’ouest au bord de la Riviérette et du Becquerel.

### Le couvent des Pauvres-Claires
Le couvent est agrandi  avec le soutien  de Marguerite de York, veuve de Charles le Téméraire, une nouvelle église est construite en 1493 et la communauté adopte  la constitution de Sainte-Colette des Clarisses de l'Ave Maria, imposant la clôture perpétuelle matérialisée par une enceinte entourant le cloître interdisant l’entrée et le regard des étrangers. Les visites dans un parloir divisé par une grille sont soumises à autorisation de l’abbesse et la tour recevant les aumônes ne laisse pas passer le jour. Les Pauvres-Claires ne mangent qu’une fois par jour sans faire gras et vivent dans la pauvreté.
Plusieurs sœurs grises refusant la clôture pour se consacrer à des activités charitables telles que  dispense de soins à domicile et accompagnement de convois mortuaires se séparent de la communauté vers 1490 pour un couvent établi dans une maison mise à leur disposition par le seigneur de Roubaix, 
rue des Trois Mollettes.
Les clarisses sont sous la tutelle de frères Récollets qui assurent les liens avec l’extérieur, remplacés en 1680 par des converses résidant au couvent qui recueillent les aumônes dans la ville.
Le couvent agrandi au début du XVIIe siècle comprend des bâtiments permettant d’assurer l’autosuffisance à la communauté : une infirmerie, une buanderie, une boulangerie, une brasserie, un cellier, les dortoirs, le réfectoire, le cimetière, un jardin et le quartier des converses strictement séparé de celui des religieuses cloitrées.
Le nombre de sœurs varie de 24 religieuses ayant accepté la clôture en 1490 sur les 32, à 50 au cours du XVIIe siècle, 33 à la fermeture du couvent, non compris de 8 à 10 converses.

### La fin du couvent
Le couvent est fermé en 1792 et ses bâtiments vendus à un tanneur. L’église, le cloître sont démolis avant 1820.
Le terrain du couvent est morcelé en 5 parcelles où s’installent des usines dont une filature.

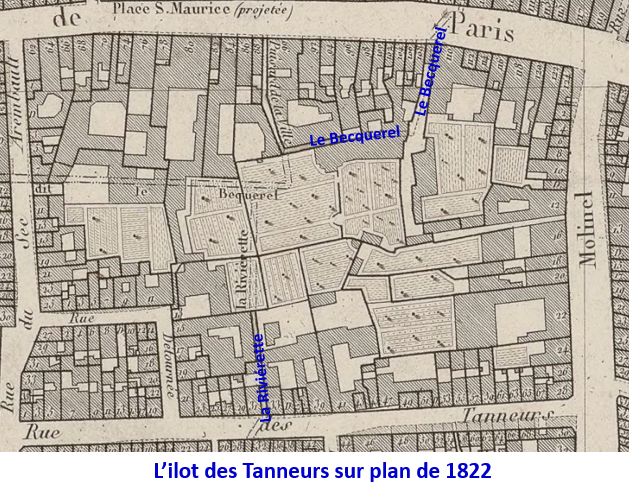
L'ilot des Tanneurs sur plan de 1822. L’église et les bâtiments du couvent ont disparu. Des jardins ou terrains non construits s'étendent à son emplacement
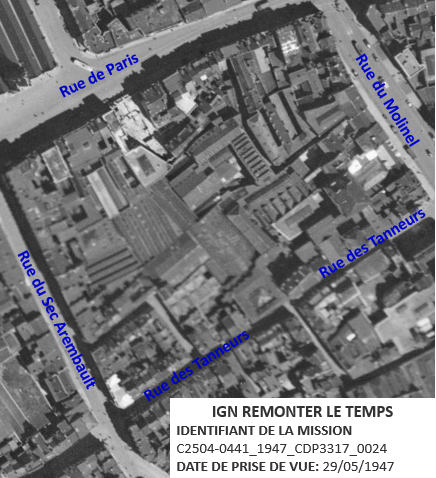
L'ilot des Tanneurs sur photo aérienne de 1947. Des usines sont établies à la place de l’ancien couvent. La rue des tanneurs est étroite

## Bâtiments remarquables et lieux de mémoire

### La rue auXXIesiècle
La rue des Tanneurs a été élargie à la fin du XXe siècle par recul  du rang d’immeubles des numéros pairs (sud-ouest) reconstruits. Une partie de ceux des numéros impairs ont également été reconstruits, notamment l’entrée du centre commercial des Tanneurs.
Le centre commercial des Tanneurs est établi en 2005 2006 sur une surface de plus 10 000 m2 sur la partie du centre de l’ilot détruite à la fin du  XXe siècle.

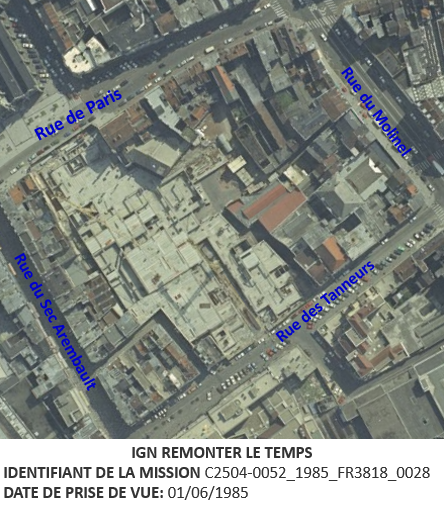
l’ilot des Tanneurs sur photo aérienne de 1985. La rue des Tanneurs est élargie après démolition-reconstruction des immeubles des numéros pairs. L’ilot des Tanneurs est en cours de démolition
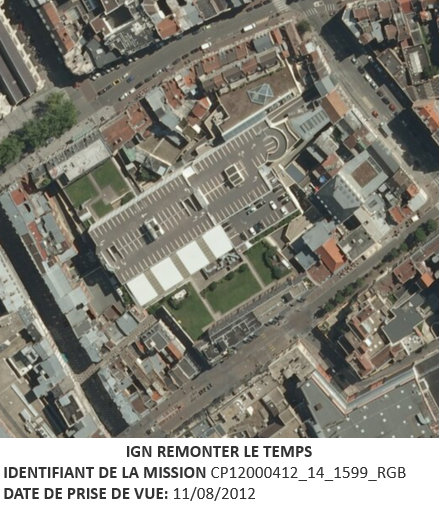
L'ilot des Tanneurs sur photo aérienne de 2012. Une grande partie de l’ilot est occupé par le centre commercial des Tanneurs avec un toit-parking
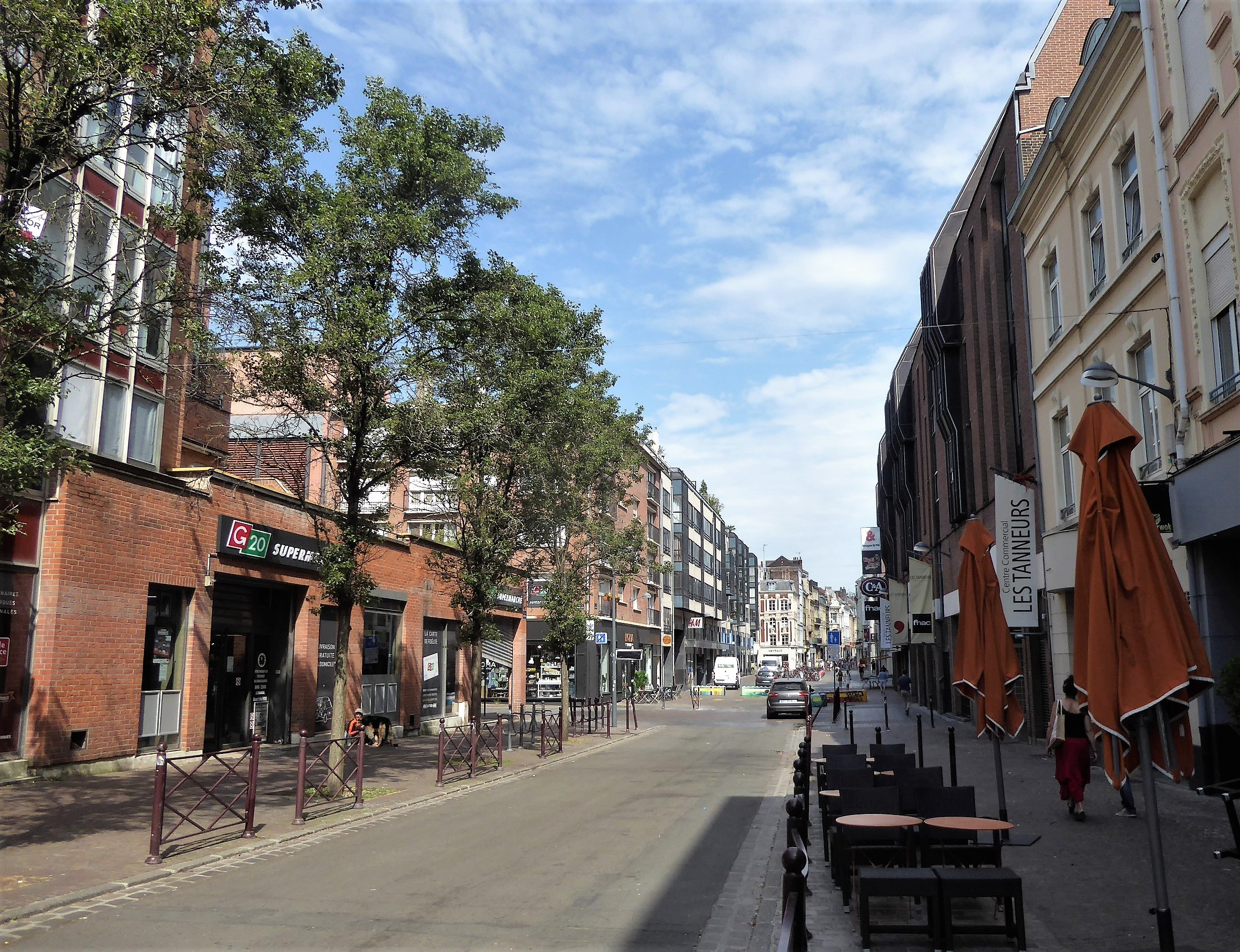
Rue des Tanneurs vue vers la rue Neuve

Des fouilles archéologiques ont été opérées en 1984 sur une surface de 100 m2, puis en 2001 et en 2002-2003 sur plus de 5 000 m2 comprenant le site de l’ancien couvent.
La rue est une zone piétonne à accès limité aux véhicules autorisés et livraisons de 7 à 11 h.